# 泡尔生
泡尔生或弗雷德里希·保罗森（德語： 1846年7月16日—1908年8月14日）德国新康德主义哲学家、教育学家、伦理学家，生于朗根霍恩，博士导师为弗里德里希·阿道夫·特兰德伦堡，德国柏林大学教授哲学、教育学教授，1896年接替爱德华·策勒担任道德哲学教授。

## 影响
泡尔生的伦理学曾对中国近代教育家杨昌济及其学生毛泽东等人产生过一定影响。